# Oliver Krüger (Religionswissenschaftler)
Oliver Krüger (* 1973) ist ein deutscher Religionswissenschaftler und Soziologe. Er forscht und lehrt an der Universität Freiburg im Üechtland als ord. Professor für Religionswissenschaft am Departement für Sozialwissenschaften.

## Biographie
Oliver Krüger wuchs in Rheine an der Ems und Bad Breisig auf. Von 1994 bis 1999 studierte er an der Universität Bonn Soziologie (vor allem bei Werner Gephart, Martinus Emge und Friedrich Fürstenberg), Klassische Archäologie (vor allem bei Marion Meyer) und Vergleichende Religionswissenschaft (vor allem bei Karl Hoheisel und Wolfgang Gantke). 2003 wurde er an Philosophischen Fakultät der Universität Bonn mit einer Dissertationsschrift über die Unsterblichkeitsutopien des Posthumanismus promoviert, die Karl Hoheisel betreute. Von 2002 bis 2005 erforschte er die Kommunikation über neopagane Ritualistik im Internet als Mitarbeiter des Sonderforschungsbereichs Ritualdynamik an der Universität Heidelberg. Von 2005 bis 2007 führte er am Center for the Study of Religion der Princeton University eine Studie zu alternativen Bestattungsbewegungen in den Vereinigten Staaten durch. 2007 erfolgte der Ruf auf den Lehrstuhl für Religionswissenschaft an der Universität Freiburg im Üechtland, den er bis heute innehat. Von 2011 bis 2014 fungierte er als Präsident der Schweizerischen Gesellschaft für Religionswissenschaft. Seit 2014 ist Krüger Ritter der Schlaraffia Berna.

## Forschungsaufenthalte, Preise & Stipendien
- 1999–2002 Graduiertenkolleg Religion und Normativität, Universität Heidelberg
- 2003/2004 Dissertationspreis der Deutschen Vereinigung für Religionsgeschichte
- 2005–2007 Visiting Research Fellow & Lecturer, Princeton University
- 2012/13 Fellow des Wissenschaftskollegs Morphomata, Universität Köln

## Werk
Krüger hat mit seiner Dissertationsschrift Virtualität und Unsterblichkeit. Die Visionen des Posthumanismus (2004) die erste vertiefte, wissenschaftliche Studie über den Posthumanismus und Transhumanismus vorgelegt. Beide Zukunftsutopien, die in der Abschaffung des Menschen durch Roboter und künstliche Intelligenzen gipfeln, werden als Endpunkt der europäischen und amerikanischen Fortschrittsphilosophie verstanden. In den theoretischen Ausführungen plädiert Krüger in Anlehnung vor allem an Stanisław Lem, Jean Baudrillard und Dietmar Kamper dafür, „Virtualität“ als „Verfügbarkeit des Unverfügbaren“ zu verstehen. 
„Unverfügbar meint räumliche, zeitliche und materiell-körperliche Unverfügbarkeit von realen oder imaginären Ereignissen. Im medientheoretischen Kontext ermöglicht Virtualität demnach die visuelle, akustische oder sogar haptische und olfaktorische Vergegenwärtigung von räumlich, zeitlich und real nicht zugänglichen Ereignissen aus der realen Lebenswelt oder aus imaginären resp. fiktiven Welten. Verfügbarkeit meint die Simulation der sinnlichen Wahrnehmung dieser Ereignisse. Je unabhängiger die Erfahrungen der virtuellen Erlebniswelt von Zeit und Raum sind, desto größer ist ihre Abhängigkeit dagegen von Technik. Virtualität simuliert nicht Raum, nicht Zeit und nicht Körper, sondern Virtualität simuliert unsere Wahrnehmungen von Raum, Zeit und Körper.“ (Virtualität und Unsterblichkeit, S. 80).
Die Habilitationsschrift Die mediale Religion. Probleme und Perspektiven religionswissenschaftlicher und wissenssoziologischer Medienforschung (2012) arbeitet umfassend die Geschichte und das Forschungsfeld von Religion und Medien auf und deckt normative Vorverständnisse auf, die das Forschungsfeld bis heute prägen.

## Publikationen
- Virtualität und Unsterblichkeit. Gott, Evolution und die Singularität im Post- und Transhumanismus. Rombach Wissenschaft Reihe Litterae (Band 123), Rombach Verlag, 2. überarb. u. ergänzte Auflage, Freiburg 2019, ISBN 978-3-7930-9939-0.
- Die mediale Religion. Probleme und Perspektiven religionswissenschaftlicher und wissenssoziologischer Medienforschung. Reihe Religion und Medien (Band 1), transcript Verlag, Bielefeld 2012 = Habilitationsschrift, ISBN 978-3-8376-1874-7.

- Hg. zusammen mit Refika Sariönder & Annette Deschner: Mythen der Kreativität. Das Schöpferische zwischen Innovation und Hybris. Verlag Otto Lembeck, Frankfurt 2003, ISBN 978-3-8747-6428-5.
- (Hg.) Special Issue on Theory and Methodology. Online – Heidelberg Journal of Religions on the Internet 1 (1/2005), (E-Journal).
- (Hg.) Nicht alle Wege führen nach Rom. Religionen, Rituale und Religionstheorie jenseits des Mainstreams. Festschrift für Karl Hoheisel zum 70. Geburtstag. Verlag Otto Lembeck, Frankfurt 2007, ISBN 978-3-87476-528-2.
- Hg. zusammen mit Mariano Delgado & Guido Vergauwen: Das Prinzip Evolution. Darwin und die Folgen für Religionstheorie und Philosophie. [Religionsforum, Band 7]. Kohlhammer Verlag, Stuttgart 2010, ISBN 978-3-17-021501-6.
- Hg. zusammen mit Nadine Weibel: Die Körper der Religionen – Corps en religion. [CULTuREL, Bd. 7]. Pano-Verlag, Zürich 2015, ISBN 978-3-290-22028-0.
- Hg. zusammen mit Andrea Rota: Special Issue on the Dynamics of Religion, Media, and Community. Online – Heidelberg Journal of Religions on the Internet 14 (2019), (E-Journal).